# Емба (річка)
Емба — річка в Актюбінській і Атирауській областях Казахстану. Довжина — 712 км (під час повені), площа басейну — 40 400 км². Витік на західних схилах Мугоджар, тече по Підуральському плато і Прикаспійській низовині. Втрачається серед солоних приморських боліт (сорів), в повноводні роки дотікає до Каспійського моря. Живлення переважно снігове. Основний стік у квітні — травні, в решти пори року часто пересихає, розбиваючись на окремі плеса. Вода сильно мінералізована: у верхів'ї від 150—200 міліграм/л — навесні, до 800 міліграм/л — влітку; у нижній течії 1500—2000 міліграм/л — навесні і 3000—5000 міліграм/л — влітку. Головні притоки, течія яких також сезонна: Темір (права) і Атсакси (ліва). У середній і нижній течії Емби здійснюється видобуток нафти і газу (Північно-Каспійська нафтогазоносна область).
По річці проходить умовна межа між Європою і Азією (інший варіант — по річці Урал).

## Із книги А.Соколова «Гідрографія СРСР» (1954)
Сточище Емби розташоване в області степів і напівпустель. У своїй верхній частині воно являє собою розсічене ерозією крейдяне плато, в нижній — річка тече в Прикаспійській низовині, яка має ледве помітний ухил в сторону моря. Приблизно за 20 км від моря річка утворює дельту з трьома найголовнішими гирлами: Кара-Узяк, Киян і Кулок.
Емба украй бідна водою. Живлення її відбувається майже виключно за рахунок танення снігу. Навесні вона багатоводна, а влітку розпадається на ряд роз'єднаних плесових ділянок із стоячою водою. Води Емби у весняний час містять велику кількість наносів. Після дощів річка несе абсолютно каламутну, брудно-молочного кольору воду.

## Походження назви
В казахській мові Емба має два варіанти назви каз. Ембі і каз. Жем. Тоді як, перший є офіційним, але мало споживаним, другий — уживається локально частіше. Ембі походить від туркменського (огузького) (чиї племена кочували в краї до XVII—XVIII сторіч). Yem boyı буквально перекладається як 
«долина прожитку» або «долина здоров'я». У казахську мову це слово потрапило як з редукцією голосних (y) embi (початкове е вимовляється як дифтонг ye), так і у вигляді перекладу Jem (Жем) із значенням прожиток.
Від назви річки походить назва ногайців-джамбайлукців, що кочували в XVIII—XIX сторіччях на Кубані і Північному Причорномор'ї.